# جريس ميرا موليسا
غريس ميرا موليسا وُلدت في 17 فبراير 1946 بجزيرة أوبا، تُوفيت 4 يناير 2002  في بورت فيلا، هي سياسية وشاعرة وناشطة ساسية من أجل مساواة المرأة. وصفها الأستراليون بأنها «طليعة للثقافة الميلانيزية وصوت لفانواتو، وخاصةً النساء». كما وُصفت بأنها واحدة من «كبار المفكرين والناشطين العموميين» في المحيط الهادئ.
كانت أول امرأة في بلدها تحصل على شهادة جامعية، ودرجة البكالوريوس في الآداب من جامعة جنوب المحيط الهادئ في عام 1977.
كانت عقيدة موليسا الإنجيلية. وكانت تتحدث خمس لغات.
تم إصدار كتاب عام 2004 بعنوان «Profiles of Pacific Women/ ملامح نساء المحيط الهادئ»، والذي يهدف إلى «تكريم نساء المحيط الهادئ اللائي مهدن الطريق للمساواة بين الجنسين وحقوق الإنسان»، مشيدًا بجريس موليسا.

## المسيرة السياسية
في عام 1979، في الفترة التي سبقت استقلال فانواتو، وكعضوة في Vanua'aku Pati (حزب فانواكوا باتي)، أصبحت موليسا السكرتير الثاني لوزارة الشؤون الاجتماعية.
أسست مهرجان فانواتو الوطني للفنون، وشكّلت اللجنة التي اختارت علم الدولة والنشيد الوطني ومعطف الأذرع «رمز وطني» والشعار الوطني. كانت واحدة من إمرأتين فقط في اللجنة الوطنية للدستور، وكانت من الموقعين على دستور فانواتو في عام 1979، إلى جانب زوجها وزميلتها السياسية سيلا موليسا.
كانت المتحدثة باسم رئيس الوزراء والتر ليني من عام 1987 إلى عام 1991.
في فترة التسعينيات، تم تعيينها في مجلس جامعة جنوب المحيط الهادئ، وأصبحت عضوة في منظمة الشفافية الدولية. وفي عام 1997، أسست مجموعة نساء فانواتو في السياسة (VWIP/ ن.ف.ف.س)، وهي جماعة ضغط لمساعدة النساء الراغبات في دخول السياسة. وعندما لم يؤيد حزب «فانواكو باتي» مرشحة واحدة للانتخابات العامة لعام 1998، تركت موليسا الحزب ونسقت ترشيحات ست نساء تحت راية (VWIP/ ن.ف.ف.س). وفي نفس العام، نشرت كتيبًا يسرد 530 امرأة من ني فانواتو مؤهَلات لأداء مهام عمومية، كوسيلة ضغط على الحكومة لتعيين نساء مؤهَلات في المناصب العامة.
ساهمت ببابٍ عن سياسات ما بعد الاستعمار في الخلاصة العلمية لذكرى ماضي المحيط الهادئ «دعوة لإعادة صنع التاريخ»، حرره روبرت بوروفسكي ونُشر في عام 2000. ومن بين المساهمين الآخرين ألبرت ويندت وفيلسوني هرنيكو ومارشال سهلينز وجيمس بيليش وجيان براكاش وإدوارد سعيد وإبيلي هاووفا.

## المسيرة الأدبية
نشرت موليسا مجموعة قصائد Blackstone «الصخرة السوداء» عام 1983. في عام 1987، ونشرت قصائد بعنوان «الشعب المستعمر». وصف الأستراليون قصائدها بأنها «تعليق اجتماعي لاذع على حياة ما بعد الاستعمار في ظل نظام أبوي في فانواتو».  وفي عام 1995، نشرت قصيدة "Pasifik paradaes" جنة المحيط الهادئ، والتي كًتبت باللغة البيسلامية.
وصفتها الدكتورة سيلينا توسيتالا مارش من جامعة أوكلاند بأنها واحدة من أوائل الشعراء الثلاثة في شعر جزر المحيط الهادئ، إلى جانب كوناي هلو تامان من تونغا، وهاوناني كاي تراسك من هاواي. تم نشر مقال مارش البحثي الشامل في مجلة Cordite Poetry Review «استعراض شعر كوردايت».